# HD 71115
HD 71115，又名BD+08 2053，SAO 116752、HR 3306，是一颗恒星，视星等为5.13，位于銀經216.96，銀緯24.43，其B1900.0坐标为赤經8h 20m 32.9s，赤緯+7° 24.43′ 26″。